# Dekanat Ribnica
Dekanat Ribnica – jeden z 17 dekanatów rzymskokatolickich wchodzących w skład archidiakonatu Dolenjsko in Notranjsko archidiecezji lublańskiej w Słowenii.
Według danych na rok 2015, w jego skład wchodzi 14 parafii.

## Lista parafii
Źródło:
| Lp. | Miejscowość         | Parafia                                                 | Proboszcz                                                | Kościół                                                          | Grafika |
| --- | ------------------- | ------------------------------------------------------- | -------------------------------------------------------- | ---------------------------------------------------------------- | ------- |
| 1   | Dobrepolje – Videm  | Parafia Podwyższenia Krzyża Świętego                    | Franc Škulj                                              | Kościół Podwyższenia Krzyża Świętego w Dobrepolje – Videm        |         |
| 2   | Dolenja vas         | Parafia św. Rocha                                       | Aleš Pečavar                                             | Kościół św. Rocha w Dolenja vas                                  |         |
| 3   | Draga               | Parafia Nawiedzenia Najświętszej Maryi Panny            | nadzorowana przez proboszcza parafii Loški Potok         | Kościół Nawiedzenia Najświętszej Maryi Panny w Draga             |         |
| 4   | Gora pri Sodražici  | Parafia Matki Bożej Śnieżnej                            | Anton Dobrovoljc                                         | Kościół Matki Bożej Śnieżnej w Gora pri Sodražici                |         |
| 5   | Loški Potok         | Parafia św. Leonarda                                    | Bojan Traven                                             | Kościół św. Leonarda w Loški Potok                               |         |
| 6   | Ribnica             | Parafia św. Stefana papieża                             | mag. Anton Berčan                                        | Kościół św. Stefana papieża w Ribnica                            |         |
| 7   | Rob                 | Parafia Narodzenia Najświętszej Maryi Panny             | nadzorowana przez proboszcza parafii Gora pri Sodražici  | Kościół Narodzenia Najświętszej Maryi Panny w Rob                |         |
| 8   | Sodražica           | Parafia św. Marii Magdaleny                             | Franc Bizjak                                             | Kościół św. Marii Magdaleny w Sodražica                          |         |
| 9   | Struge              | Parafia św. Augustyna, biskupa                          | Marinko Bilandžić                                        | Kościół św. Augustyna w Struge                                   |         |
| 10  | Sv. Gregor          | Parafia św. Grzegorza Wielkiego, papieża                | Andrej Mulej                                             | Kościół św. Grzegorza Wielkiego w Sv. Gregor                     |         |
| 11  | Škocjan pri Turjaku | Parafia św. Kancijana i towarzyszy, męczenników         | Janez Selan                                              | Kościół św. Kancijana i towarzyszy w Škocjan pri Turjaku         |         |
| 12  | Turjak              | Parafia Niepokalanego Poczęcia Najświętszej Maryi Panny | nadzorowana przez proboszcza parafii Škocjan pri Turjaku | Kościół Niepokalanego Poczęcia Najświętszej Maryi Panny w Turjak |         |
| 13  | Velike Lašče        | Parafia Narodzenia Najświętszej Maryi Panny             | Andrej Ojstrež                                           | Kościół Narodzenia Najświętszej Maryi Panny w Velike Lašče       |         |
| 14  | Velike Poljane      | Parafia św. Józefa                                      | Janez Petek                                              | Kościół św. Józefa w Velike Poljane                              |         |